# مرکز آموزش نظامی کابل

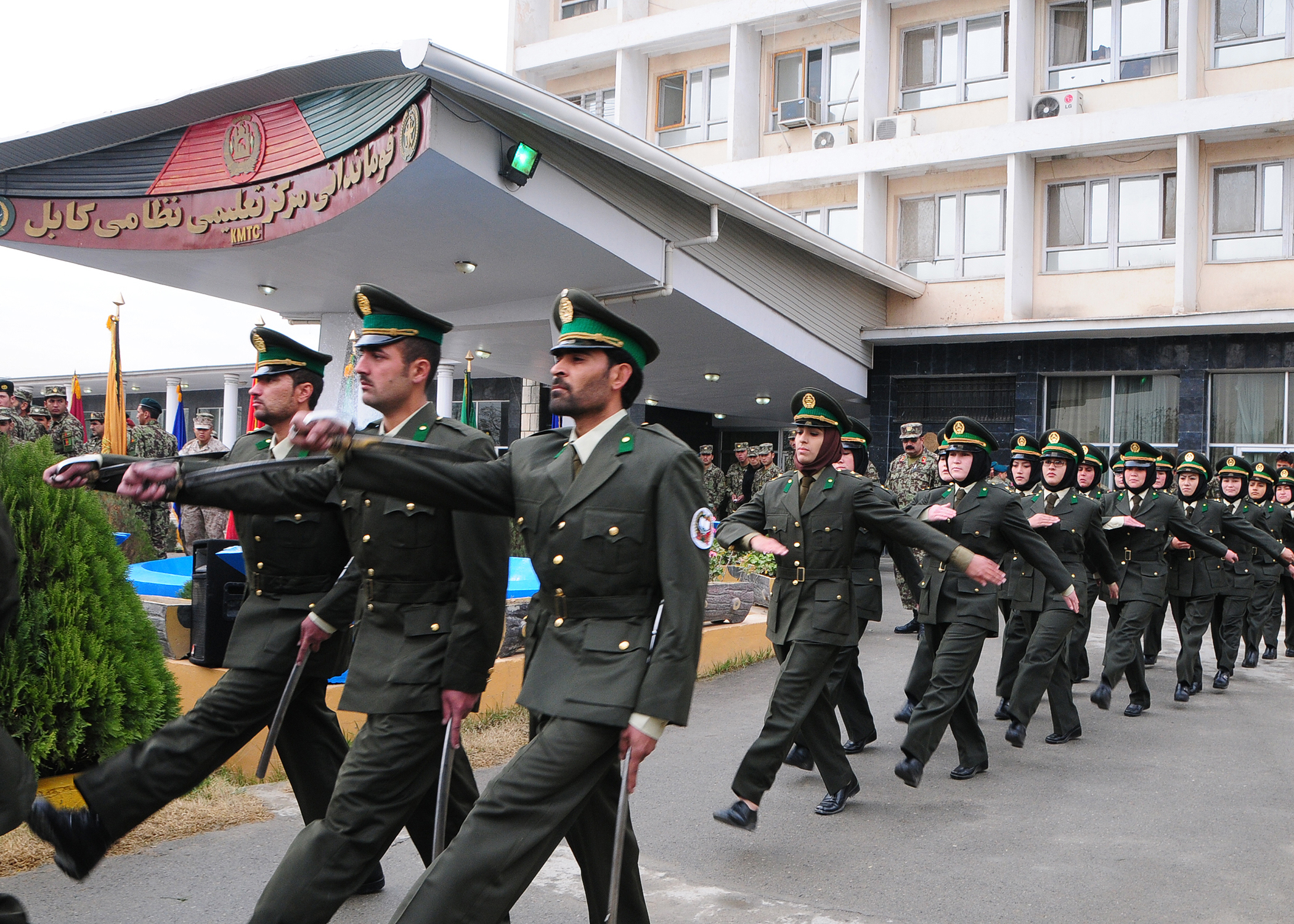
سربازان ارتش ملی افغانستان در مراسم فارغ‌التحصیلی خود در مرکز آموزش نظامی کابل (KMTC) در سال ۲۰۱۱ رژه می‌روند.

مرکز آموزش نظامی کابل (انگلیسی: Kabul Military Training Center) یک مرکز آموزشی اولیه برای نیروهای مسلح افغانستان بود. در حدود ۸ مایلی شرق در حومه کابل قرار دارد و دوره‌های ابتدایی شامل آموزش ۱۶ هفته‌ای پیاده‌نظام را ارائه می‌دهد.
مرکز آموزش نظامی کابل یکی از بزرگ‌ترین مراکز آموزش ابتدایی در افغانستان بود. تا آوریل ۲۰۰۸، از ۷۰۰۰۰ افغانی که وارد ارتش ملی افغانستان (ANA) شده بودند، یک سوم بین سال‌های ۲۰۰۷ تا ۲۰۰۸ در KMTC آموزش دیده بودند.

## آموزش پایه
KMTC آموزش رزمی اولیه نیروهای تازه‌وارد را در یک دوره آموزشی پایه ۱۶ هفته‌ای انجام داد. این مرکز آموزشی توانایی آموزش و فارغ‌التحصیلی یک گردان ۶۱۵ نفره، تقریباً ۲۵۰۰ سرباز و هوانیروز را طی هر چهار هفته، داشت.

### آموزش سوادآموزی
تمرکز اصلی توسعه نیروهای مسلح افغانستان بر افزایش سطح سواد در میان سربازان بود. در سال ۲۰۰۹، کمتر از ۳۵ درصد از افراد استخدام شده به دلیل سطح سواد پایین، توانستند مدارک اولیه سلاح را بگذرانند. نیروهای استخدام شده قادر به خواندن صحیح دستورالعمل‌ها برای نگهداری یا کار با سلاح‌های پیچیده غربی و قطعات اضافی مانند اپتیک نبودند. در نتیجه، استخدام‌شدگان باید حداقل 64 ساعت دروس پایه خواندن، نوشتن و حساب می‌گذراندند تا بتوانند کلاس اول را بگذرانند و به واحدهای خود بروند.